# Campeones
Campeones is een Spaanse film uit 2018, geregisseerd door Javier Fesser.

## Verhaal
Marco Montes (Javier Gutiérrez is de assistent-coach van basketbalteam CB Estudiantes. Hij is arrogant en heeft slechte manieren. Na een ruzie met de coach verliest hij zijn baan. Wanneer hij dronken achter het stuur stapt, wordt hij aangehouden door de politie. Hij krijgt een taakstraf opgelegd van 90 dagen, waarin hij als coach wordt opgesteld voor Los Amigos, een team dat bestaat uit personen met een handicap. In het begin ziet Marco dit niet zitten omdat hij op ze neerkijkt, maar naarmate de tijd verstrijkt realiseert hij zich dat hij veel van de teamleden kan leren.

## Rolverdeling
| Acteur           | Personage      |
| ---------------- | -------------- |
| Javier Gutiérrez | Marco Montes   |
| Juan Margallo    | Julio          |
| Athenea Mata     | Sonia          |
| Luisa Gavasa     | Amparo         |
| Daniel Freire    | Carrascosa     |
| Itziar Castro    | Madre de Jesús |
| Mariano Llorente | Iván           |
| Jesús Vidal      | Marín          |

## Ontvangst

### Recensies
Op Rotten Tomatoes geeft 70% van de 10 recensenten de film een positieve recensie, met een gemiddelde score van 6,36/10.

### Prijzen en nominaties
De film werd genomineerd voor 11 Premios Goya, waarvan de film er drie won.
| Jaar | Prijs                           | Categorie                | Genomineerde                                   | Resultaat   |
| ---- | ------------------------------- | ------------------------ | ---------------------------------------------- | ----------- |
| 2018 | Premios Goya (33ste uitreiking) | Beste film               | Campeones                                      | Gewonnen    |
| 2018 | Premios Goya (33ste uitreiking) | Beste regisseur          | Javier Fesser                                  | Genomineerd |
| 2018 | Premios Goya (33ste uitreiking) | Beste acteur             | Javier Gutiérrez                               | Genomineerd |
| 2018 | Premios Goya (33ste uitreiking) | Beste mannelijke bijrol  | Juan Margallo                                  | Genomineerd |
| 2018 | Premios Goya (33ste uitreiking) | Beste debuterend acteur  | Jesús Vidal                                    | Gewonnen    |
| 2018 | Premios Goya (33ste uitreiking) | Beste debuterend actrice | Gloria Ramos                                   | Genomineerd |
| 2018 | Premios Goya (33ste uitreiking) | Beste origineel scenario | David Marqués, Javier Fesser                   | Genomineerd |
| 2018 | Premios Goya (33ste uitreiking) | Beste montage            | Javier Fesser                                  | Genomineerd |
| 2018 | Premios Goya (33ste uitreiking) | Beste productiemanager   | Luis Fernández Lago                            | Genomineerd |
| 2018 | Premios Goya (33ste uitreiking) | Beste geluid             | Arman Ciudad, Charly Schmukler, Alfonso Raposo | Genomineerd |
| 2018 | Premios Goya (33ste uitreiking) | Beste origineel nummer   | Coque Malla ("Este es el momento")             | Gewonnen    |